# Stazione meteorologica di Milano Linate
La stazione meteorologica di Milano Linate è la stazione meteorologica di riferimento per il Servizio Meteorologico dell'Aeronautica Militare e per l'Organizzazione Mondiale della Meteorologia, relativa alla città di Milano.

## Storia
La stazione meteorologica entrò in funzione a seguito dell'inaugurazione dell'aeroporto Forlanini avvenuta il 21 ottobre 1937; precedentemente, era attiva la stazione meteorologica di Milano Taliedo presso la più vecchia infrastruttura aeroportuale.
Al termine della seconda guerra mondiale venne istituito anche il nucleo di osservazioni in quota, che a partire dal 1947 ha iniziato ad effettuare con regolarità le osservazioni aerologiche.
La stazione meteorologica presidiata, originariamente gestita direttamente dal Servizio Meteorologico dell'Aeronautica Militare, è passata sotto la gestione dell'Ente Nazionale per l'Assistenza al Volo a partire dalla seconda metà degli anni Ottanta.
Nel 2010 la stazione meteorologica meccanica è stata sostituita da una stazione meteorologica automatica, con schermo termometrico artificiale a 12 piatti, che è stata ricollocata in una nuova ubicazione all'interno dell'area aeroportuale.

## Caratteristiche
La stazione meteorologica si trova nell'Italia nord-occidentale, in Lombardia, nel comune di Segrate, presso l'Aeroporto di Milano-Linate, a 103 metri s.l.m. e alle coordinate geografiche 45°25′59.66″N 9°16′56.24″E.
Oltre a rilevare i dati 24 ore su 24 su temperatura, precipitazioni, umidità relativa, eliofania, direzione e velocità del vento, quella di Milano Linate, gestita dall'ENAV, era una delle sei stazioni del Servizio Meteorologico dell'Aeronautica Militare su un totale di otto stazioni italiane in cui vengono effettuate osservazioni in quota grazie ai radiosondaggi, con almeno due lanci di palloni sonda al giorno (alle ore 0 e alle ore 12 UTC). Dal marzo 2021 quest'attività è stata trasferita all'aeroporto di Cameri, nelle vicinanze di Novara, con la stessa frequenza giornaliera di lanci.
I dati della stazione meteorologica a terra sono omologati dall'anno 1946, pur essendo reperibili online soltanto a partire dal 1973.

## Il nucleo osservazioni in quota
Il nucleo osservazioni in quota (NOQ) della stazione, la cui attività è quella dei radiosondaggi per l'analisi dei parametri meteorologici alle varie quote che caratterizzano l'atmosfera, si trova all'interno dell'aeroporto di Linate in prossimità della sponda occidentale dell'Idroscalo di Milano. Costituito nel maggio 1945, entrò in funzione a pieno regime a partire dal 1947 sotto il controllo del Servizio Meteorologico dell'Aeronautica Militare. Nei primi anni erano usati palloni sonda gonfiati ad elio, poi ad idrogeno dagli anni cinquanta fino al 1993. Da quell'anno in poi sono state introdotte via via radiosonde di ultima generazione, presto migliorate da modelli ancor più funzionali e di dimensioni notevolmente minori rispetto a quelle utilizzate precedentemente. All'interno del pallone, lanciato alle ore 0 e alle ore 24 UTC, la radiosonda si è sempre caratterizzata fin dall'inizio per la presenza di strumentazioni atte a rilevare il geopotenziale, la pressione atmosferica, la temperatura dell'aria virtuale e pseudopotenziale, l'umidità relativa e specifica, densità, gradiente termico, direzione e velocità del vento nei bassi strati dell'atmosfera: tutti i dati rilevati e captati da un'apposita antenna situata a terra presso la sede del NOQ sono sempre stati integrati dalle osservazioni effettuate a terra dalla stazione meteorologica, in modo da poter analizzare in modo più accurato le caratteristiche della circolazione generale dell'atmosfera (grazie all'integrazione dei dati rilevati dalle altre sette stazioni NOQ italiane e da quelle della rete europea) e l'interazione tra i vari tipi di masse d'aria e le condizioni meteorologiche al suolo.

## Il 1° Centro Meteorologico Regionale
Fino al 2015, anno di istituzione del nuovo Centro Operativo per la Meteorologia (COMET) con sede presso la stazione meteorologica di Pratica di Mare a seguito della riorganizzazione dei comparti del Servizio Meteorologico dell'Aeronautica Militare, l'aeroporto di Linate è stato la sede del 1° Centro Meteorologico Regionale, che ha svolto funzioni di Ufficio Meteorologico Aeroportuale per varie infrastrutture aeroportuali dell'Italia settentrionale, oltre ad occuparsi di meteorologia alpina.
Il Centro Meteorologico Regionale venne istituito nel 1934 presso il dismesso campo di aviazione di Taliedo, che è stato il primo aeroporto della città di Milano. Con la costruzione dell'aeroporto di Linate, la sede del centro venne ivi trasferita. Nel 1987 divenne Comando di Corpo di Ente Autonomo alle dipendenze prima del 1° Centro Operativo di Regione e poi del Comando Operativo delle Forze Aeree. Nel 1999 il Centro Meteorologico Regionale passò alle dipendenze dell'Ufficio Generale per la Meteorologia all'interno del Comando della Squadra Aerea; con la chiusura dei centri meteorologici regionali di Brindisi e Roma, il centro milanese assunse la funzione di Veglia Meteorologica Aeronautica per tutto il territorio nazionale italiano. Dal 2006 al 2015 il Centro Meteorologico Regionale è stato alle dipendenze dirette del Centro Nazionale di Meteorologia e Climatologia Aeronautica.

## Medie climatiche ufficiali

### Dati climatologici 1971-2000
In base alle medie climatiche del trentennio 1971-2000, le più recenti in uso, la temperatura media del mese più freddo, gennaio, è di +2,5 °C, mentre quella del mese più caldo, luglio, è di +23,6 °C; mediamente si contano 57 giorni di gelo all'anno e 31 giorni annui con temperatura massima uguale o superiore ai 30 °C. Nel trentennio esaminato, i valori estremi di temperatura sono i +37,2 °C del luglio 1983 e i -14,4 °C del gennaio 1985.
Le precipitazioni medie annue si attestano a 920 mm, mediamente distribuite in 82 giorni, con minimo relativo in inverno, picco massimo in autunno e massimo secondario in primavera per gli accumuli totali stagionali.
L'umidità relativa media annua fa registrare il valore di 75,5% con minimi di 70% a marzo e a luglio e massimo di 84% a dicembre; mediamente si contano 93 giorni all'anno con episodi nebbiosi.
Di seguito è riportata la tabella con le medie climatiche e i valori massimi e minimi assoluti registrati nel trentennio 1971-2000 e pubblicati nell'Atlante Climatico d'Italia del Servizio Meteorologico dell'Aeronautica Militare relativo al medesimo trentennio.
| Milano Linate (1971-2000)       | Mesi         | Mesi         | Mesi        | Mesi        | Mesi        | Mesi        | Mesi        | Mesi        | Mesi        | Mesi              | Mesi        | Mesi        | Stagioni | Stagioni | Stagioni | Stagioni | Anno  |
| Milano Linate (1971-2000)       | Gen          | Feb          | Mar         | Apr         | Mag         | Giu         | Lug         | Ago         | Set         | Ott               | Nov         | Dic         | Inv      | Pri      | Est      | Aut      | Anno  |
| ------------------------------- | ------------ | ------------ | ----------- | ----------- | ----------- | ----------- | ----------- | ----------- | ----------- | ----------------- | ----------- | ----------- | -------- | -------- | -------- | -------- | ----- |
| T. max. media (°C)              | 5,9          | 9,0          | 14,3        | 17,4        | 22,3        | 26,2        | 29,2        | 28,5        | 24,4        | 17,8              | 10,7        | 6,4         | 7,1      | 18,0     | 28,0     | 17,6     | 17,7  |
| T. min. media (°C)              | −0,9         | 0,3          | 3,8         | 7,0         | 11,6        | 15,4        | 18,0        | 17,6        | 14,0        | 9,0               | 3,7         | 0,1         | −0,2     | 7,5      | 17,0     | 8,9      | 8,3   |
| T. max. assoluta (°C)           | 21,7 (1982)  | 23,8 (1990)  | 27,3 (1997) | 27,0 (1975) | 31,7 (1993) | 35,4 (1996) | 37,2 (1983) | 37,1 (1998) | 33,0 (1983) | 30,4 (1997)       | 20,4 (1979) | 18,1 (1991) | 23,8     | 31,7     | 37,2     | 33,0     | 37,2  |
| T. min. assoluta (°C)           | −14,4 (1985) | −12,8 (1991) | −7,4 (1971) | −3,8 (1991) | 1,2 (1991)  | 8,0 (1991)  | 10,1 (1974) | 8,4 (1972)  | 3,0 (1972)  | −2,3 (1973, 1997) | −6,0 (1983) | −9,9 (1981) | −14,4    | −7,4     | 8,0      | −6,0     | −14,4 |
| Giorni di calura (Tmax ≥ 30 °C) | 0            | 0            | 0           | 0           | 0           | 4           | 14          | 12          | 1           | 0                 | 0           | 0           | 0        | 0        | 30       | 1        | 31    |
| Giorni di gelo (Tmin ≤ 0 °C)    | 18           | 13           | 4           | 1           | 0           | 0           | 0           | 0           | 0           | 0                 | 5           | 16          | 47       | 5        | 0        | 5        | 57    |
| Precipitazioni (mm)             | 58,7         | 49,2         | 65,0        | 75,5        | 95,5        | 66,7        | 66,8        | 88,8        | 93,1        | 122,4             | 76,7        | 61,7        | 169,6    | 236,0    | 222,3    | 292,2    | 920,1 |
| Giorni di pioggia               | 7            | 5            | 7           | 8           | 9           | 8           | 5           | 7           | 6           | 8                 | 6           | 6           | 18       | 24       | 20       | 20       | 82    |
| Giorni di nebbia                | 21           | 12           | 5           | 2           | 1           | 1           | 1           | 1           | 4           | 12                | 16          | 17          | 50       | 8        | 3        | 32       | 93    |
| Umidità relativa media (%)      | 83           | 75           | 70          | 72          | 72          | 71          | 70          | 72          | 74          | 80                | 83          | 84          | 80,7     | 71,3     | 71       | 79       | 75,5  |

Le temperature massime registrate dal 1993 circa fino al 20 luglio 2004 risulterebbero sovrastimate in modo variabile in base alle contingenti condizioni meteorologiche, a causa della presenza di una siepe che in quel periodo circondava l’ubicazione della capannina meteorologica.

### Dati climatologici 1961-1990
In base alla media trentennale di riferimento 1961-1990, ancora in uso per l'Organizzazione meteorologica mondiale e definita Climate Normal (CLINO), la temperatura media del mese più freddo, gennaio, si attesta a +1,3 °C; quella del mese più caldo, luglio, è di +23,1 °C. Nel medesimo trentennio, la temperatura minima assoluta ha toccato i -14,6 °C nel gennaio 1963 (media delle minime assolute annue di -8,7 °C), mentre la massima assoluta ha fatto registrare i +37,2 °C nel luglio 1983 (media delle massime assolute annue di +33,8 °C).
La nuvolosità media annua si attesta a 4,1 okta giornalieri, con minimo di 3 okta giornalieri in luglio e massimo di 5,4 okta giornalieri a gennaio.
Le precipitazioni medie annue sono superiori ai 900 mm e costanti tutto l'anno, presentano dei picchi nei mesi tiepidi primaverili (maggio) estivi (agosto) e autunnali (ottobre e novembre) e un minimo relativo invernale.
L'umidità relativa media annua fa registrare il valore di 76,8% con minimi di 71% a marzo, a giugno e a luglio e massimi di 86% a dicembre e gennaio.
L'eliofania assoluta media annua si attesta a 5,2 ore giornaliere, con massimo di 9,2 ore giornaliere a luglio e minimi di 1,9 ore giornaliere a dicembre e a gennaio.
La pressione atmosferica media annua normalizzata al livello del mare fa registrare il valore di 1015,9 hPa, con massimi di 1018 hPa a gennaio, ad ottobre e a dicembre e minimo di 1013 hPa ad aprile.
Il vento presenta una velocità media annua di 3,1 m/s, con minimi di 2,9 m/s ad agosto e a settembre e massimi di 3,3 m/s a marzo e ad aprile; le direzioni prevalenti sono di libeccio da novembre a febbraio e da maggio ad agosto, mentre a marzo, ad aprile, a settembre e ad ottobre predomina il levante.
| Milano Linate (1961-1990)                            | Mesi         | Mesi         | Mesi        | Mesi        | Mesi        | Mesi        | Mesi        | Mesi        | Mesi        | Mesi        | Mesi        | Mesi        | Stagioni | Stagioni | Stagioni | Stagioni | Anno    |
| Milano Linate (1961-1990)                            | Gen          | Feb          | Mar         | Apr         | Mag         | Giu         | Lug         | Ago         | Set         | Ott         | Nov         | Dic         | Inv      | Pri      | Est      | Aut      | Anno    |
| ---------------------------------------------------- | ------------ | ------------ | ----------- | ----------- | ----------- | ----------- | ----------- | ----------- | ----------- | ----------- | ----------- | ----------- | -------- | -------- | -------- | -------- | ------- |
| T. max. media (°C)                                   | 4,6          | 8,2          | 13,2        | 17,5        | 21,9        | 26,1        | 28,9        | 27,7        | 24,3        | 17,8        | 10,2        | 5,4         | 6,1      | 17,5     | 27,6     | 17,4     | 17,2    |
| T. min. media (°C)                                   | −1,9         | 0,1          | 3,3         | 7,0         | 11,2        | 15,0        | 17,3        | 16,7        | 13,5        | 8,4         | 3,6         | −0,9        | −0,9     | 7,2      | 16,3     | 8,5      | 7,8     |
| T. max. assoluta (°C)                                | 21,7 (1982)  | 23,8 (1990)  | 24,5 (1990) | 28,0 (1968) | 31,2 (1965) | 35,2 (1965) | 37,2 (1983) | 36,2 (1974) | 33,0 (1983) | 26,7 (1962) | 20,4 (1979) | 21,2 (1967) | 23,8     | 31,2     | 37,2     | 33,0     | 37,2    |
| T. min. assoluta (°C)                                | −14,6 (1963) | −12,3 (1963) | −7,4 (1971) | −2,4 (1973) | 1,2 (1984)  | 8,0 (1989)  | 8,4 (1969)  | 8,0 (1969)  | 3,0 (1972)  | −2,3 (1973) | −6,2 (1962) | −9,9 (1981) | −14,6    | −7,4     | 8,0      | −6,2     | −14,6   |
| Giorni di gelo (Tmin ≤ 0 °C)                         | 21           | 14           | 5           | 0           | 0           | 0           | 0           | 0           | 0           | 1           | 6           | 20          | 55       | 5        | 0        | 7        | 67      |
| Nuvolosità (okta al giorno)                          | 5,4          | 4,6          | 4,1         | 4,2         | 4,2         | 3,7         | 2,7         | 3,0         | 3,2         | 4,1         | 5,3         | 5,3         | 5,1      | 4,2      | 3,1      | 4,2      | 4,1     |
| Precipitazioni (mm)                                  | 64,3         | 62,6         | 81,6        | 82,2        | 96,5        | 65,4        | 68,0        | 93,0        | 68,5        | 99,7        | 101,0       | 60,4        | 187,3    | 260,3    | 226,4    | 269,2    | 943,2   |
| Giorni di pioggia                                    | 7            | 7            | 8           | 8           | 9           | 8           | 6           | 7           | 5           | 7           | 9           | 6           | 20       | 25       | 21       | 21       | 87      |
| Umidità relativa media (%)                           | 86           | 78           | 71          | 75          | 72          | 71          | 71          | 72          | 74          | 81          | 85          | 86          | 83,3     | 72,7     | 71,3     | 80       | 76,8    |
| Eliofania assoluta (ore al giorno)                   | 1,9          | 3,4          | 4,9         | 5,9         | 6,8         | 8,1         | 9,2         | 8,1         | 6,2         | 4,2         | 2,2         | 1,9         | 2,4      | 5,9      | 8,5      | 4,2      | 5,2     |
| Radiazione solare globale media (centesimi di MJ/m²) | 370          | 662          | 1 090       | 1 670       | 1 974       | 2 250       | 2 316       | 1 977       | 1 438       | 866         | 431         | 310         | 1 342    | 4 734    | 6 543    | 2 735    | 15 354  |
| Pressione a 0 metri s.l.m. (hPa)                     | 1 018        | 1 016        | 1 015       | 1 013       | 1 014       | 1 015       | 1 015       | 1 015       | 1 017       | 1 018       | 1 017       | 1 018       | 1 017,3  | 1 014    | 1 015    | 1 017,3  | 1 015,9 |
| Vento (direzione-m/s)                                | SW 3,1       | SW 3,2       | E 3,3       | E 3,3       | SW 3,1      | SW 3,1      | SW 3,0      | SW 2,9      | E 2,9       | E 3,0       | SW 3,0      | SW 3,0      | 3,1      | 3,2      | 3,0      | 3,0      | 3,1     |

### Dati climatologici 1951-1980
In base alle medie climatiche del periodo 1951-1980, la temperatura media del mese più caldo, luglio, si attesta a +22,9 °C, mentre la temperatura media del mese più freddo, gennaio, fa registrare il valore di +1,4 °C.
Nel trentennio esaminato, la temperatura massima più elevata di +36,4 °C risale al luglio 1957, mentre la temperatura minima più bassa di -15,6 °C fu registrata nel febbraio 1956.
| Milano Linate (1951-1980) | Mesi         | Mesi         | Mesi        | Mesi              | Mesi        | Mesi        | Mesi        | Mesi        | Mesi        | Mesi        | Mesi        | Mesi        | Stagioni | Stagioni | Stagioni | Stagioni | Anno  |
| Milano Linate (1951-1980) | Gen          | Feb          | Mar         | Apr               | Mag         | Giu         | Lug         | Ago         | Set         | Ott         | Nov         | Dic         | Inv      | Pri      | Est      | Aut      | Anno  |
| ------------------------- | ------------ | ------------ | ----------- | ----------------- | ----------- | ----------- | ----------- | ----------- | ----------- | ----------- | ----------- | ----------- | -------- | -------- | -------- | -------- | ----- |
| T. max. media (°C)        | 4,5          | 7,9          | 12,9        | 17,6              | 22,2        | 26,1        | 28,6        | 27,5        | 24,0        | 17,6        | 10,4        | 5,3         | 5,9      | 17,6     | 27,4     | 17,3     | 17,1  |
| T. min. media (°C)        | −1,7         | −0,1         | 3,3         | 6,9               | 11,2        | 15,1        | 17,2        | 16,5        | 13,3        | 8,2         | 3,8         | −0,4        | −0,7     | 7,1      | 16,3     | 8,4      | 7,8   |
| T. max. assoluta (°C)     | 18,7 (1974)  | 20,8 (1959)  | 24,3 (1952) | 28,0 (1968)       | 31,7 (1953) | 35,2 (1965) | 36,4 (1957) | 36,2 (1974) | 31,9 (1962) | 26,7 (1962) | 20,4 (1979) | 21,2 (1967) | 21,2     | 31,7     | 36,4     | 31,9     | 36,4  |
| T. min. assoluta (°C)     | −14,6 (1963) | −15,6 (1956) | −7,4 (1971) | −2,4 (1956, 1973) | −0,8 (1957) | 5,6 (1953)  | 8,4 (1969)  | 8,0 (1969)  | 3,0 (1972)  | −2,3 (1973) | −6,2 (1962) | −8,4 (1967) | −15,6    | −7,4     | 5,6      | −6,2     | −15,6 |

### Dati climatologici 1931-1960
In base alle medie climatiche 1931-1960, la temperatura media del mese più freddo, gennaio, è di +1,2 °C (contro i +1,4 °C della media 1961-1990) mentre quella del mese più caldo, luglio, si attesta a +24,8 °C (contro i +23,1 °C della media 1961-1990); la temperatura media annua fa registrare il valore di +13,3 °C (contro i +12,5 °C della media 1961-1990).
Mediamente si contano 62 giorni di gelo all'anno e 120 giornate in cui si registrano precipitazioni, anche se inferiori alla soglia di 1 mm del giorno di pioggia.
| Milano Linate (1931-1960)    | Mesi | Mesi | Mesi | Mesi | Mesi | Mesi | Mesi | Mesi | Mesi | Mesi | Mesi | Mesi | Stagioni | Stagioni | Stagioni | Stagioni | Anno |
| Milano Linate (1931-1960)    | Gen  | Feb  | Mar  | Apr  | Mag  | Giu  | Lug  | Ago  | Set  | Ott  | Nov  | Dic  | Inv      | Pri      | Est      | Aut      | Anno |
| ---------------------------- | ---- | ---- | ---- | ---- | ---- | ---- | ---- | ---- | ---- | ---- | ---- | ---- | -------- | -------- | -------- | -------- | ---- |
| T. max. media (°C)           | 4,0  | 8,4  | 14,0 | 18,5 | 22,6 | 28,0 | 31,0 | 29,5 | 25,0 | 17,6 | 10,8 | 5,2  | 5,9      | 18,4     | 29,5     | 17,8     | 17,9 |
| T. min. media (°C)           | −1,7 | −0,5 | 4,0  | 8,3  | 12,0 | 16,3 | 18,6 | 18,0 | 14,8 | 10,0 | 4,5  | 0,0  | −0,7     | 8,1      | 17,6     | 9,8      | 8,7  |
| Giorni di gelo (Tmin ≤ 0 °C) | 22   | 15   | 4    | 0    | 0    | 0    | 0    | 0    | 0    | 1    | 3    | 17   | 54       | 4        | 0        | 4        | 62   |
| Giorni di pioggia            | 9    | 8    | 10   | 12   | 13   | 11   | 8    | 8    | 8    | 12   | 11   | 10   | 27       | 35       | 27       | 31       | 120  |

## Valori estremi

### Temperature estreme mensili dal 1946 ad oggi
Nella tabella sottostante sono riportati i valori delle temperature estreme mensili registrate presso la stazione meteorologica dal 1946 ad oggi. Nel periodo esaminato, la temperatura minima assoluta ha toccato i -15,6 °C nel febbraio 1956, mentre la massima assoluta ha raggiunto i +37,8 °C nell'agosto 2017. Il valore di 39,3 °C dell'agosto 2003 potrebbe essere lievemente sovrastimato a causa della presenza di una siepe durante quel periodo e, dal confronto con molte località limitrofe che hanno raggiunto valori record nello stesso periodo, sembra estremamente probabile che i valori raggiunti siano comunque superiori ai 37,8 °C del record precedente.
| Milano Linate (1946-2025) | Mesi              | Mesi         | Mesi        | Mesi        | Mesi        | Mesi              | Mesi        | Mesi        | Mesi        | Mesi              | Mesi        | Mesi         | Stagioni | Stagioni | Stagioni | Stagioni | Anno  |
| Milano Linate (1946-2025) | Gen               | Feb          | Mar         | Apr         | Mag         | Giu               | Lug         | Ago         | Set         | Ott               | Nov         | Dic          | Inv      | Pri      | Est      | Aut      | Anno  |
| ------------------------- | ----------------- | ------------ | ----------- | ----------- | ----------- | ----------------- | ----------- | ----------- | ----------- | ----------------- | ----------- | ------------ | -------- | -------- | -------- | -------- | ----- |
| T. max. assoluta (°C)     | 21,7 (1982, 2000) | 23,8 (1990)  | 27,3 (1997) | 32,4 (2011) | 35,5 (2009) | 36,6 (2005, 2019) | 37,5 (1947) | 37,8 (2017) | 34,0 (2024) | 30,5 (2023)       | 23,0 (2004) | 21,2 (1967)  | 23,8     | 35,5     | 37,8     | 34,0     | 37,8  |
| T. min. assoluta (°C)     | −15,0 (1947)      | −15,6 (1956) | −7,4 (1971) | −3,8 (1991) | −0,8 (1957) | 5,6 (1953)        | 8,4 (1969)  | 8,0 (1969)  | 3,0 (1972)  | −2,3 (1973, 1997) | −6,2 (1962) | −13,6 (1946) | −15,6    | −7,4     | 5,6      | −6,2     | −15,6 |

## Medie climatiche aerologiche ufficiali
Nelle tabelle sottostanti sono riportate le medie climatiche registrate dalla stazione aerologica fino al 1960.

### Valori medi delle altezze in metri geopotenziali fino al 1960
| Milano Linate                      | Gen   | Feb   | Mar   | Apr   | Mag   | Giu   | Lug   | Ago   | Set   | Ott   | Nov   | Dic   |
| ---------------------------------- | ----- | ----- | ----- | ----- | ----- | ----- | ----- | ----- | ----- | ----- | ----- | ----- |
| Altezza media (m gp) a 40 hPa      | 21700 | 21760 | 21880 | 21950 | 22160 | 22340 | 22470 | 22450 | 22270 | 22020 | 21770 | 21710 |
| Altezza media (m gp) a 60 hPa      | 19150 | 19200 | 19310 | 19370 | 19530 | 19710 | 19820 | 19850 | 19680 | 19460 | 19250 | 19190 |
| Altezza media (m gp) a 100 hPa     | 15970 | 15970 | 16060 | 16130 | 16290 | 16450 | 16560 | 16540 | 16430 | 16250 | 16070 | 15990 |
| Altezza media (m gp) a 150 hPa     | 13390 | 13420 | 13480 | 13520 | 13710 | 13840 | 13970 | 13960 | 13870 | 13700 | 13530 | 13430 |
| Altezza media (m gp) a 200 hPa     | 11570 | 11620 | 11630 | 11670 | 11860 | 12000 | 12130 | 12110 | 12060 | 11880 | 11720 | 11610 |
| Altezza media (m gp) a 300 hPa     | 8990  | 9010  | 9050  | 9060  | 9250  | 9370  | 9440  | 9450  | 9420  | 9260  | 9130  | 9030  |
| Altezza media (m gp) a 400 hPa     | 7070  | 7080  | 7090  | 7130  | 7270  | 7360  | 7420  | 7420  | 7400  | 7280  | 7180  | 7090  |
| Altezza media (m gp) a 500 hPa     | 5500  | 5510  | 5520  | 5540  | 5650  | 5720  | 5750  | 5760  | 5750  | 5660  | 5570  | 5500  |
| Altezza media (m gp) a 600 hPa     | 4150  | 4150  | 4160  | 4180  | 4270  | 4320  | 4360  | 4350  | 4340  | 4270  | 4210  | 4160  |
| Altezza media (m gp) a 700 hPa     | 2980  | 2980  | 2970  | 2990  | 3060  | 3100  | 3110  | 3110  | 3110  | 3070  | 3020  | 2960  |
| Altezza media (m gp) a 800 hPa     | 1920  | 1930  | 1930  | 1930  | 1990  | 2010  | 2030  | 2010  | 2020  | 1990  | 1950  | 1910  |
| Altezza media (m gp) a 850 hPa     | 1450  | 1450  | 1440  | 1440  | 1500  | 1510  | 1510  | 1500  | 1520  | 1490  | 1460  | 1430  |
| Altezza media (m gp) a 900 hPa     | 990   | 990   | 980   | 980   | 1020  | 1030  | 1020  | 1020  | 1040  | 1020  | 1000  | 970   |
| Milano Linate                      | Gen   | Feb   | Mar   | Apr   | Mag   | Giu   | Lug   | Ago   | Set   | Ott   | Nov   | Dic   |
| Altezza media (m gp) in tropopausa | 10410 | 10310 | 10350 | 10250 | 10980 | 11400 | 11790 | 11890 | 12060 | 11320 | 10770 | 10330 |
| Altezza (m gp) al suolo            | 104   | 104   | 104   | 104   | 104   | 104   | 104   | 104   | 104   | 104   | 104   | 104   |

### Valori medi delle temperature in quota fino al 1960
| Milano Linate              | Gen   | Feb   | Mar   | Apr   | Mag   | Giu   | Lug   | Ago   | Set   | Ott   | Nov   | Dic   |
| -------------------------- | ----- | ----- | ----- | ----- | ----- | ----- | ----- | ----- | ----- | ----- | ----- | ----- |
| T media (°C) a 40 hPa      | −57,2 | −57,4 | −55,1 | −54,1 | −52,1 | −50,2 | −49,0 | −50,2 | −52,2 | −56,3 | −61,3 | −60,2 |
| T media (°C) a 60 hPa      | −58,3 | −58,5 | −56,1 | −55,2 | −54,3 | −53,0 | −52,5 | −52,9 | −54,7 | −57,8 | −61,1 | −59,8 |
| T media (°C) a 100 hPa     | −57,5 | −57,7 | −55,7 | −55,1 | −54,5 | −53,9 | −55,5 | −55,8 | −57,3 | −59,0 | −60,1 | −58,7 |
| T media (°C) a 150 hPa     | −56,8 | −56,3 | −54,0 | −53,4 | −54,3 | −53,4 | −53,3 | −55,1 | −57,7 | −58,0 | −58,1 | −57,0 |
| T media (°C) a 200 hPa     | −59,5 | −58,8 | −56,3 | −55,2 | −56,3 | −55,3 | −52,3 | −53,5 | −57,3 | −57,2 | −58,3 | −57,7 |
| T media (°C) a 300 hPa     | −51,0 | −50,8 | −50,0 | −49,6 | −46,4 | −42,6 | −40,4 | −40,1 | −41,4 | −45,2 | −48,8 | −50,2 |
| T media (°C) a 400 hPa     | −37,5 | −37,4 | −35,9 | −35,4 | −31,2 | −27,3 | −24,9 | −24,7 | −25,9 | −30,6 | −34,1 | −36,1 |
| T media (°C) a 500 hPa     | −25,7 | −25,6 | −24,0 | −23,4 | −19,1 | −15,7 | −13,1 | −13,0 | −13,9 | −18,5 | −21,8 | −24,1 |
| T media (°C) a 600 hPa     | −16,3 | −16,4 | −14,9 | −14,0 | −9,7  | −6,5  | −4,2  | −4,2  | −5,1  | −9,3  | −12,6 | −14,7 |
| T media (°C) a 700 hPa     | −8,9  | −8,9  | −7,6  | −6,5  | −2,2  | 0,7   | 3,3   | 3,5   | 2,0   | −2,1  | −5,6  | −7,4  |
| T media (°C) a 800 hPa     | −3,3  | −3,1  | −1,7  | 0,0   | 4,7   | 7,8   | 10,5  | 10,5  | 7,9   | 3,8   | −0,1  | −2,1  |
| T media (°C) a 850 hPa     | −1,0  | −0,7  | 0,8   | 3,1   | 8,1   | 11,2  | 13,9  | 13,6  | 10,6  | 6,6   | 2,4   | 0,1   |
| T media (°C) a 900 hPa     | 1,0   | 1,0   | 3,4   | 6,3   | 11,2  | 14,4  | 17,2  | 16,7  | 13,4  | 8,9   | 4,8   | 2,2   |
| Milano Linate              | Gen   | Feb   | Mar   | Apr   | Mag   | Giu   | Lug   | Ago   | Set   | Ott   | Nov   | Dic   |
| T media (°C) in tropopausa | −61,4 | −61,1 | −59,6 | −57,8 | −58,5 | −57,4 | −55,0 | −56,4 | −59,0 | −59,1 | −60,1 | −60,2 |
| T media (°C) al suolo      | 1,5   | 3,1   | 8,7   | 12,3  | 17,6  | 20,9  | 23,3  | 22,6  | 18,9  | 12,8  | 7,9   | 3,0   |

## Problemi di rilevamento
Nel periodo 1993-2004 si presume si siano verificate delle sovrastime nelle temperature massime rilevate dalla stazione di Linate, probabilmente a causa della presenza di una siepe che in quegli anni aveva circondato la capannina, e la cui presenza è vietata alla luce delle norme dell'OMM. Dopo successivi controlli e verifiche dei dati, l'Enav ha fatto rimuovere la siepe. In tal modo le rilevazioni dei valori termometrici sono tornate in linea con quelle contemporaneamente registrate presso le stazioni di varie reti locali e del servizio idrologico regionale situate a Milano e dintorni. Alcuni hanno tuttavia espresso dubbi sul fatto che una siepe possa effettivamente alterare le rilevazioni termometriche. Inoltre, dal 1º agosto 2019 al 25 ottobre 2019 la centrale meteo è stata temporaneamente disabilitata e non ha registrato dati, a causa dei lavori di rifacimento all'interno dell'aeroporto. Le registrazioni  sono riprese il 26 ottobre 2019.